# 페페 세르나

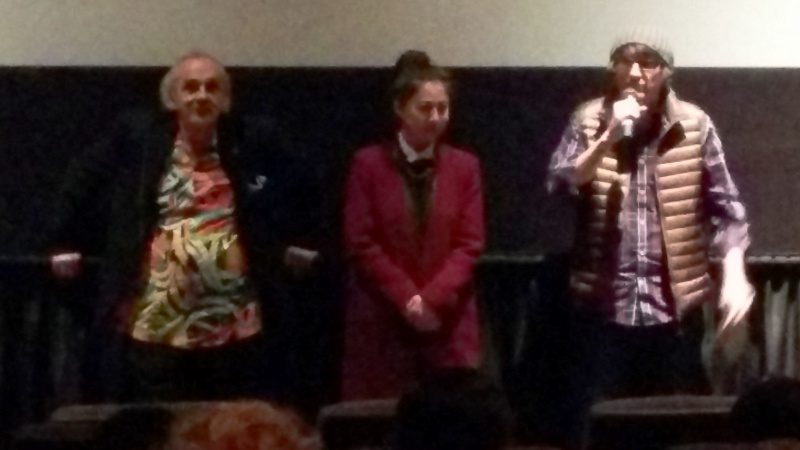

페페 세르나(스페인어: Pepe Serna, 영어: 페페이 서나, 1944년 7월 23일 ~ )는 미국의 배우이다.
코퍼스크리스티에서 태어났다.

## 출연 작품
- 대니 트레조의 마거리타 맨 (2019년) - 세뇨르 카르데나스 역
- 다운사이징 (2017년) - 세뇨르 카르데나스 역
- 슈퍼파워리스 (2016년)
- 로드 투 후아레즈 (2015년)
- 맨 프롬 리노 (2014년)
- 케이크 (2014년)
- A-그루포비아 (2013년)
- 러레이도 : 보이스 오브 어 사우스 텍사스 보더 시티 (2011년)
- 화이트 온 라이스 (2009년)
- 블랙 달리아 (2006년) - 도스 샌토스 역
- 라틴 드래곤 (2004년)
- 익스포즈드 (2003년)
- 저스티스 리그 (2001년)
- 픽킹 업 더 피시스 (2000년)
- 브레이브 (1997년)
- 요람을 흔드는 손 2 (1995년)
- 리브스 인 하자드 (1994년) - 본인 역
- 돈벼락 맞은 사나이 (1994, A Million to Juan)
- 루스터스 (1993년)
- 분노의 아메리칸 (1992년)
- 온리 유 (1992년)
- 초원의 꿈 (1991년)
- 헐리웃 스토리 (1990년)
- 후계자 (1990년)
- 분노의 특공대 (1989년)
- 캐디쉑 2 (1988년) - 칼로스 역
- 런어웨이 (1986년)
- 판당고 (1985년)
- 실버라도 (1985년)
- 분노의 강 (1983년)
- 세기의 거래 (1983년)
- 스카페이스 (1983년) - 엔젤 역
- 바이스 스퀘드 (1982년)
- 코르테즈의 애가 (1982년)
- 인사이드 무브 (1980년)
- 포스 오브 원 (1979년)
- 바보 네이빈 (1979년)
- 킬러 인사이드 미 (1976년)
- 부서진 세월 (1975년)
- 행업 (1974년)
- 코작 (1973년)
- 센츄리안 (1972년)
- 슛 아웃 (1971년)
- 자니 총을 얻다 (1971년)

### 텔레비전
- 마이애미의 두 형사 (1984년)